# Lampona finnigan
Lampona finnigan is een spinnensoort uit de familie Lamponidae. De soort komt voor in Queensland.